# Der Traum
『Der Traum』（デェアトゥラウム）は、田村英里子の1枚目のミニアルバム、および4枚目のアルバム。

## 収録曲
※全作詞：佐藤まり子・森由里子／全作曲：葛口雅行
1. 永遠にワンサイデッド・ラブ（5分3秒）
編曲：関根安里
2. 1/7の幸せ（5分21秒）
編曲：関根安里
3. Deep Blue（6分10秒）
編曲：杉山卓夫
4. elfe－妖精－（5分13秒）
編曲：関根安里